# Rhithrogena amica
Rhithrogena amica är en dagsländeart som beskrevs av Jay R. Traver 1935. Rhithrogena amica ingår i släktet Rhithrogena och familjen forsdagsländor. Inga underarter finns listade i Catalogue of Life.